# Bundestagswahlkreis Bonn
Der Wahlkreis Bonn (Wahlkreis 95; bis zur Bundestagswahl 2021 Wahlkreis 96) ist ein Bundestagswahlkreis in Nordrhein-Westfalen und umfasst das Gebiet der Stadt Bonn.

## Wahlkreisgeschichte
| Wahl      | Wahlkreisname           | Gebiet                                                                |
| --------- | ----------------------- | --------------------------------------------------------------------- |
| 1949      | 10 Bonn-Stadt und -Land | Bonn, Landkreis Bonn                                                  |
| 1953–1961 | 69 Bonn-Stadt und -Land | Bonn, Landkreis Bonn                                                  |
| 1965–1969 | 63 Bonn                 | Bonn, vom Landkreis Bonn die Stadt Bad Godesberg und das Amt Duisdorf |
| 1972–1998 | 63 Bonn                 | Bonn                                                                  |
| 2002–2009 | 97 Bonn                 | Bonn                                                                  |
| 2013–2021 | 96 Bonn                 | Bonn                                                                  |
| 2025–     | 95 Bonn                 | Bonn                                                                  |

## Wahlkreisabgeordnete
| Wahl | Abgeordneter | Abgeordneter    | Partei | Stimmen in % |
| ---- | ------------ | --------------- | ------ | ------------ |
| 1949 |              | Konrad Adenauer | CDU    | 54,9         |
| 1953 | 68,8         | Konrad Adenauer | CDU    |              |
| 1957 | 68,5         | Konrad Adenauer | CDU    |              |
| 1961 | 60,3         | Konrad Adenauer | CDU    |              |
| 1965 | 59,6         | Konrad Adenauer | CDU    |              |
| 1969 |              | Alo Hauser      | CDU    | 37,9         |
| 1972 | 51,8         | Alo Hauser      | CDU    |              |
| 1976 | 54,1         | Alo Hauser      | CDU    |              |
| 1980 | 49,3         | Alo Hauser      | CDU    |              |
| 1983 |              | Hans Daniels    | CDU    | 55,1         |
| 1987 | 50,3         | Hans Daniels    | CDU    |              |
| 1990 |              | Editha Limbach  | CDU    | 44,8         |
| 1994 | 44,8         | Editha Limbach  | CDU    |              |
| 1998 |              | Norbert Hauser  | CDU    | 42,8         |
| 2002 |              | Ulrich Kelber a | SPD    | 39,7         |
| 2005 | 42,0         | Ulrich Kelber a | SPD    |              |
| 2009 | 33,3         | Ulrich Kelber a | SPD    |              |
| 2013 | 38,2         | Ulrich Kelber a | SPD    |              |
| 2017 | 34,9         | Ulrich Kelber a | SPD    |              |
| 2021 |              | Katrin Uhlig    | GRÜNE  | 25,2         |
| 2025 |              | Hendrik Streeck | CDU    | 33,3         |

## Wahlergebnisse

### Bundestagswahl 2025
| Kandidaten                                             | Kandidaten                   | Parteien/Listen       | Erststimmen | Erststimmen | Zweitstimmen | Zweitstimmen |
| Kandidaten                                             | Kandidaten                   | Parteien/Listen       | Stimmen     | %           | Stimmen      | %            |
| ------------------------------------------------------ | ---------------------------- | --------------------- | ----------- | ----------- | ------------ | ------------ |
|                                                        | Jessica Rosenthal            | SPD                   | 41.577      | 21,6        | 34.078       | 17,7         |
|                                                        | Hendrik Streeckgewählt im WK | CDU                   | 63.973      | 33,3        | 50.413       | 26,2         |
|                                                        | Katrin Uhlig                 | Bündnis 90/Die Grünen | 46.819      | 24,4        | 44.136       | 22,9         |
|                                                        | Anna Heimann                 | FDP                   | 4.737       | 2,5         | 9.995        | 5,2          |
|                                                        | Wolfgang Truckenbrodt        | AfD                   | 15.681      | 8,2         | 17.186       | 8,9          |
|                                                        | Jürgen Repschläger           | Die Linke             | 14.776      | 7,7         | 23.994       | 12,4         |
|                                                        | Robert Viebahn               | Freie Wähler          | 935         | 0,5         | 419          | 0,2          |
|                                                        | –                            | Tierschutzpartei      | –           | –           | 1.252        | 0,6          |
|                                                        | –                            | dieBasis              | –           | –           | 338          | 0,2          |
|                                                        | –                            | Die PARTEI            | –           | –           | 877          | 0,5          |
|                                                        | –                            | Todenhöfer            | –           | –           | 270          | 0,1          |
|                                                        | Thomas Peter                 | Volt                  | 3.017       | 1,6         | 2.147        | 1,1          |
|                                                        | –                            | MLPD                  | –           | –           | 59           | 0,0          |
|                                                        | Fosi Audi                    | PdF                   | 537         | 0,3         | 287          | 0,1          |
|                                                        | –                            | Bündnis Deutschland   | –           | –           | 128          | 0,1          |
|                                                        | –                            | BSW                   | –           | –           | 6.911        | 3,6          |
|                                                        | –                            | MERA25                | –           | –           | 141          | 0,1          |
|                                                        | –                            | WerteUnion            | –           | –           | 92           | 0,0          |
| Gesamt                                                 | Gesamt                       | Gesamt                | 192.052     | 100         | 192.723      | 100          |
|                                                        |                              |                       |             |             |              |              |
| Ungültige Stimmen                                      | Ungültige Stimmen            | Ungültige Stimmen     | 1.647       | 0,9         | 976          | 0,5          |
| Wähler                                                 | Wähler                       | Wähler                | 193.699     | 84,9        | 193.699      | 84,9         |
| Wahlberechtigte                                        | Wahlberechtigte              | Wahlberechtigte       | 228.194     |             | 228.194      |              |
|                                                        |                              |                       |             |             |              |              |
| Quellen: Die Bundeswahlleiterin, Kandidaten – Ergebnis |                              |                       |             |             |              |              |

### Bundestagswahl 2021
| Kandidaten                                            | Kandidaten                   | Parteien/Listen      | Erststimmen | Erststimmen | Zweitstimmen | Zweitstimmen |
| Kandidaten                                            | Kandidaten                   | Parteien/Listen      | Stimmen     | %           | Stimmen      | %            |
| ----------------------------------------------------- | ---------------------------- | -------------------- | ----------- | ----------- | ------------ | ------------ |
|                                                       | Christoph Jansen             | CDU                  | 44.872      | 24,4        | 41.551       | 22,5         |
|                                                       | Jessica Rosenthal            | SPD                  | 46.251      | 25,1        | 41.641       | 22,6         |
|                                                       | Alexander Graf Lambsdorff    | FDP                  | 23.198      | 12,6        | 21.902       | 11,9         |
|                                                       | Hans Neuhoff                 | AfD                  | 7.448       | 4,0         | 7.750        | 4,2          |
|                                                       | Katrin Uhliggewählt im WK    | GRÜNE                | 46.467      | 25,2        | 50.174       | 27,2         |
|                                                       | Ilja Bergen                  | DIE LINKE            | 6.675       | 3,6         | 10.026       | 5,4          |
|                                                       | Moritz Bergh                 | Die PARTEI           | 2.700       | 1,5         | 1.661        | 0,9          |
|                                                       | –                            | Tierschutzpartei     | –           | –           | 1.371        | 0,7          |
|                                                       | –                            | PIRATEN              | –           | –           | 611          | 0,3          |
|                                                       | Jutta Acar                   | FREIE WÄHLER         | 1.183       | 0,6         | 897          | 0,5          |
|                                                       | –                            | NPD                  | –           | –           | 51           | 0,0          |
|                                                       | –                            | ÖDP                  | –           | –           | 162          | 0,1          |
|                                                       | –                            | V-Partei³            | –           | –           | 130          | 0,1          |
|                                                       | –                            | Gesundheitsforschung | –           | –           | 113          | 0,1          |
|                                                       | Roger Stamm                  | MLPD                 | 138         | 0,1         | 57           | 0,0          |
|                                                       | –                            | Die Humanisten       | –           | –           | 196          | 0,1          |
|                                                       | –                            | DKP                  | –           | –           | 47           | 0,0          |
|                                                       | –                            | SGP                  | –           | –           | 12           | 0,0          |
|                                                       | Gregor Berneiser             | dieBasis             | 2.101       | 1,1         | 1.823        | 1,0          |
|                                                       | –                            | Bündnis C            | –           | –           | 106          | 0,1          |
|                                                       | –                            | du.                  | –           | –           | 68           | 0,0          |
|                                                       | –                            | LIEBE                | –           | –           | 118          | 0,1          |
|                                                       | Reinhard Otto Volker Limbach | LKR                  | 158         | 0,1         | 75           | 0,0          |
|                                                       | –                            | PdF                  | –           | –           | 53           | 0,0          |
|                                                       | –                            | LfK                  | –           | –           | 77           | 0,0          |
|                                                       | –                            | Team Todenhöfer      | –           | –           | 1.817        | 1,0          |
|                                                       | Livia Juliane Genn           | Volt                 | 2.919       | 1,6         | 1.955        | 1,1          |
| Gesamt                                                | Gesamt                       | Gesamt               | 184.110     | 100         | 184.444      | 100          |
|                                                       |                              |                      |             |             |              |              |
| Ungültige Stimmen                                     | Ungültige Stimmen            | Ungültige Stimmen    | 1.447       | 0,8         | 1.113        | 0,6          |
| Wähler                                                | Wähler                       | Wähler               | 185.557     | 80,6        | 185.557      | 80,6         |
| Wahlberechtigte                                       | Wahlberechtigte              | Wahlberechtigte      | 230.215     |             | 230.215      |              |
|                                                       |                              |                      |             |             |              |              |
| Quellen: Die Bundeswahlleiterin, Kandidaten – Stimmen |                              |                      |             |             |              |              |

Neben der direkt gewählten Abgeordneten Katrin Uhlig zogen Jessica Rosenthal und erneut Alexander Graf Lambsdorff über die Landeslisten ihrer Parteien in den Bundestag ein. Lambsdorff legte sein Mandat im August 2023 nieder.

### Bundestagswahl 2017
| Kandidaten                                            | Kandidaten                 | Parteien/Listen      | Erststimmen | Erststimmen | Zweitstimmen | Zweitstimmen |
| Kandidaten                                            | Kandidaten                 | Parteien/Listen      | Stimmen     | %           | Stimmen      | %            |
| ----------------------------------------------------- | -------------------------- | -------------------- | ----------- | ----------- | ------------ | ------------ |
|                                                       | Claudia Lücking-Michel     | CDU                  | 57.330      | 32,0        | 53.334       | 29,8         |
|                                                       | Ulrich Kelbergewählt im WK | SPD                  | 62.377      | 34,9        | 36.119       | 20,2         |
|                                                       | Katja Dörner               | GRÜNE                | 15.056      | 8,4         | 25.197       | 14,1         |
|                                                       | Jürgen Repschläger         | DIE LINKE            | 10.193      | 5,7         | 17.133       | 9,6          |
|                                                       | Alexander Graf Lambsdorff  | FDP                  | 18.724      | 10,5        | 28.113       | 15,7         |
|                                                       | Sascha Ulbrich             | AfD                  | 10.882      | 6,1         | 13.136       | 7,3          |
|                                                       | Mehdi Ebrahimi Zadeh       | PIRATEN              | 857         | 0,5         | 663          | 0,4          |
|                                                       | –                          | NPD                  | –           | –           | 147          | 0,1          |
|                                                       | Dominik Haffner            | Die PARTEI           | 2.617       | 1,5         | 1.950        | 1,1          |
|                                                       | Werner Bader               | FREIE WÄHLER         | 806         | 0,5         | 412          | 0,2          |
|                                                       | –                          | Volksabstimmung      | –           | –           | 107          | 0,1          |
|                                                       | –                          | ÖDP                  | –           | –           | 253          | 0,1          |
|                                                       | –                          | MLPD                 | –           | –           | 81           | 0,0          |
|                                                       | –                          | SGP                  | –           | –           | 22           | 0,0          |
|                                                       | –                          | AD-DEMOKRATEN        | –           | –           | 325          | 0,2          |
|                                                       | –                          | BGE                  | –           | –           | 312          | 0,2          |
|                                                       | –                          | DiB                  | –           | –           | 431          | 0,2          |
|                                                       | –                          | DKP                  | –           | –           | 30           | 0,0          |
|                                                       | –                          | DM                   | –           | –           | 206          | 0,1          |
|                                                       | –                          | Die Humanisten       | –           | –           | 211          | 0,1          |
|                                                       | –                          | Gesundheitsforschung | –           | –           | 69           | 0,0          |
|                                                       | –                          | Tierschutzpartei     | –           | –           | 684          | 0,4          |
|                                                       | –                          | V-Partei³            | –           | –           | 273          | 0,2          |
|                                                       | Quo-Chir Luong             | Einzelbewerberin     | 99          | 0,1         | –            | –            |
| Gesamt                                                | Gesamt                     | Gesamt               | 178.941     | 100         | 179.208      | 100          |
|                                                       |                            |                      |             |             |              |              |
| Ungültige Stimmen                                     | Ungültige Stimmen          | Ungültige Stimmen    | 1.498       | 0,8         | 1.231        | 0,7          |
| Wähler                                                | Wähler                     | Wähler               | 180.439     | 79,3        | 180.439      | 79,3         |
| Wahlberechtigte                                       | Wahlberechtigte            | Wahlberechtigte      | 227.583     |             | 227.583      |              |
|                                                       |                            |                      |             |             |              |              |
| Quellen: Die Bundeswahlleiterin, Kandidaten – Stimmen |                            |                      |             |             |              |              |

Katja Dörner und Alexander Graf Lambsdorff zogen über die jeweiligen Landeslisten in den Bundestag ein. Der direkt gewählte Wahlkreisabgeordnete Ulrich Kelber legte am 6. Januar 2019 sein Bundestagsmandat nieder, da er einen Tag später sein neues Amt als Bundesbeauftragter für den Datenschutz und die Informationsfreiheit antrat.

### Bundestagswahl 2013
| Gegenstand der Nachweisung | Gegenstand der Nachweisung | Erst- stimmen | Erst- stimmen | Zweit- stimmen | Zweit- stimmen |
| Bewerber                   | Partei                     | Anzahl        | %             | Anzahl         | %              |
| -------------------------- | -------------------------- | ------------- | ------------- | -------------- | -------------- |
| Wahlberechtigte            | Wahlberechtigte            | 226.487       | 100,0         | 226.487        | 100,0          |
| Wähler                     | Wähler                     | 175.014       | 77,3          | 175.014        | 77,3           |
| Ungültige Stimmen          | Ungültige Stimmen          | 2.143         | 1,2           | 1.775          | 1,0            |
| Gültige Stimmen            | Gültige Stimmen            | 172.871       | 100,0         | 173.239        | 100,0          |
| davon                      |                            |               |               |                |                |
| Claudia Lücking-Michel     | CDU                        | 64.778        | 37,5          | 62.844         | 36,3           |
| Ulrich Kelber              | SPD                        | 65.955        | 38,2          | 44.909         | 25,9           |
| Guido Westerwelle          | FDP                        | 10.416        | 6,0           | 14.418         | 8,3            |
| Katja Dörner               | GRÜNE                      | 14.797        | 8,6           | 23.686         | 13,7           |
| Paul Schäfer               | DIE LINKE                  | 7.523         | 4,4           | 10.988         | 6,3            |
| Klaus Benndorf             | PIRATEN                    | 4.113         | 2,4           | 4.418          | 2,6            |
|                            | NPD                        | –             | –             | 801            | 0,5            |
|                            | REP                        | –             | –             | 92             | 0,1            |
|                            | Bündnis 21/RRP             | –             | –             | 47             | 0,0            |
|                            | Volksabstimmung            | –             | –             | 197            | 0,1            |
|                            | ÖDP                        | –             | –             | 293            | 0,2            |
|                            | MLPD                       | –             | –             | 42             | 0,0            |
|                            | BüSo                       | –             | –             | 25             | 0,0            |
|                            | PSG                        | –             | –             | 21             | 0,0            |
| Andrea Konorza             | AfD                        | 4.382         | 2,5           | 7.389          | 4,3            |
|                            | BIG                        | –             | –             | 955            | 0,6            |
|                            | pro Deutschland            | –             | –             | 358            | 0,2            |
|                            | DIE RECHTE                 | –             | –             | 19             | 0,0            |
|                            | FREIE WÄHLER               | –             | –             | 309            | 0,2            |
|                            | Nichtwähler                | –             | –             | 217            | 0,1            |
|                            | PDV                        | –             | –             | 132            | 0,1            |
| Carlo Metterhausen         | Die PARTEI                 | 907           | 0,5           | 1.079          | 0,6            |

Claudia Lücking-Michel und Katja Dörner sind über die Landeslisten ihrer Parteien in den Bundestag eingezogen.

### Bundestagswahl 2009
| Gegenstand der Nachweisung | Gegenstand der Nachweisung | Erst- stimmen | Erst- stimmen | Zweit- stimmen | Zweit- stimmen |
| Bewerber                   | Partei                     | Anzahl        | %             | Anzahl         | %              |
| -------------------------- | -------------------------- | ------------- | ------------- | -------------- | -------------- |
| Wahlberechtigte            | Wahlberechtigte            | 219.218       | 100,0         | 219.218        | 100,0          |
| Wähler                     | Wähler                     | 167.574       | 76,4          | 167.574        | 76,4           |
| Ungültige Stimmen          | Ungültige Stimmen          | 1.898         | 1,1           | 1.655          | 1,0            |
| Gültige Stimmen            | Gültige Stimmen            | 165.676       | 100,0         | 165.919        | 100,0          |
| davon                      |                            |               |               |                |                |
| Ulrich Kelber              | SPD                        | 55.251        | 33,3          | 37.387         | 22,5           |
| Stephan Eisel              | CDU                        | 51.674        | 31,2          | 51.654         | 31,1           |
| Guido Westerwelle          | FDP                        | 31.606        | 19,1          | 31.483         | 19,0           |
| Katja Dörner               | GRÜNE                      | 16.856        | 10,2          | 26.573         | 16,0           |
| Paul Schäfer               | DIE LINKE                  | 8.381         | 5,1           | 11.624         | 7,0            |
| Andreas Kaschke            | NPD                        | 1.211         | 0,7           | 1.049          | 0,6            |
|                            | Die Tierschutzpartei       | –             | –             | 786            | 0,5            |
|                            | FAMILIE                    | –             | –             | 443            | 0,3            |
|                            | REP                        | –             | –             | 244            | 0,1            |
|                            | Volksabstimmung            | –             | –             | 137            | 0,1            |
|                            | MLPD                       | –             | –             | 40             | 0,0            |
|                            | PSG                        | –             | –             | 26             | 0,0            |
|                            | ZENTRUM                    | –             | –             | 87             | 0,1            |
| Ilja Bertold Karpowski     | BüSo                       | 251           | 0,2           | 87             | 0,1            |
|                            | DVU                        | –             | –             | 52             | 0,0            |
|                            | ödp                        | –             | –             | 208            | 0,1            |
|                            | PIRATEN                    | –             | –             | 3.685          | 2,2            |
|                            | RRP                        | –             | –             | 74             | 0,0            |
|                            | RENTNER                    | –             | –             | 280            | 0,2            |
| Ulrike Kraemer-Schwinn     | DIE VIOLETTEN              | 446           | 0,3           | –              | –              |

Katja Dörner und Guido Westerwelle wurden über die Landeslisten ihrer Parteien Mitglied des Bundestages. Westerwelle war während der Legislaturperiode Außenminister und bis 2011 Vizekanzler.

### Bundestagswahl 2005
| Gegenstand der Nachweisung | Gegenstand der Nachweisung | Erst- stimmen | Erst- stimmen | Zweit- stimmen | Zweit- stimmen |
| Bewerber                   | Partei                     | Anzahl        | %             | Anzahl         | %              |
| -------------------------- | -------------------------- | ------------- | ------------- | -------------- | -------------- |
| Wahlberechtigte            | Wahlberechtigte            | 212.584       | 100,0         | 212.584        | 100,0          |
| Wähler                     | Wähler                     | 172.806       | 81,3          | 172.806        | 81,3           |
| Ungültige Stimmen          | Ungültige Stimmen          | 2.385         | 1,4           | 2.040          | 1,2            |
| Gültige Stimmen            | Gültige Stimmen            | 170.421       | 100,0         | 170.766        | 100,0          |
| davon                      |                            |               |               |                |                |
| Ulrich Kelber              | SPD                        | 71.537        | 42,0          | 54.523         | 31,9           |
| Stephan Eisel              | CDU                        | 67.381        | 39,5          | 59.241         | 34,7           |
| Guido Westerwelle          | FDP                        | 14.841        | 8,7           | 23.429         | 13,7           |
| Jens-Erik Kendzia          | GRÜNE                      | 10.505        | 6,2           | 22.776         | 13,3           |
| Katina Schubert            | Die Linke.                 | 5.125         | 3,0           | 7.589          | 4,4            |
|                            | REP                        | –             | –             | 221            | 0,1            |
|                            | Die Tierschutzpartei       | –             | –             | 647            | 0,4            |
| Peter Malborn              | NPD                        | 1.032         | 0,6           | 823            | 0,5            |
|                            | FAMILIE                    | –             | –             | 447            | 0,3            |
|                            | GRAUE                      | –             | –             | 579            | 0,3            |
|                            | PBC                        | –             | –             | 190            | 0,1            |
|                            | ZENTRUM                    | –             | –             | 73             | 0,0            |
|                            | BüSo                       | –             | –             | 37             | 0,0            |
|                            | Deutschland                | –             | –             | 119            | 0,1            |
|                            | MLPD                       | –             | –             | 33             | 0,0            |
|                            | PSG                        | –             | –             | 39             | 0,0            |

Guido Westerwelle zog über die FDP-Landesliste in den Bundestag ein, ab dem 3. September 2007 war auch Stephan Eisel als Nachrücker Mitglied des Bundestages.

### Bundestagswahl 2002
| Gegenstand der Nachweisung | Gegenstand der Nachweisung | Erst- stimmen | Erst- stimmen | Zweit- stimmen | Zweit- stimmen |
| Bewerber                   | Partei                     | Anzahl        | %             | Anzahl         | %              |
| -------------------------- | -------------------------- | ------------- | ------------- | -------------- | -------------- |
| Wahlberechtigte            | Wahlberechtigte            | 212.477       | 100,0         | 212.477        | 100,0          |
| Wähler                     | Wähler                     | 176.518       | 83,1          | 176.518        | 83,1           |
| Ungültige Stimmen          | Ungültige Stimmen          | 2.162         | 1,2           | 1.880          | 1,1            |
| Gültige Stimmen            | Gültige Stimmen            | 174.356       | 100,0         | 174.638        | 100,0          |
| davon                      |                            |               |               |                |                |
| Ulrich Kelber              | SPD                        | 69.164        | 39,7          | 56.971         | 32,6           |
| Stephan Eisel              | CDU                        | 63.425        | 36,4          | 63.860         | 36,6           |
| Guido Westerwelle          | FDP                        | 24.731        | 14,2          | 20.198         | 11,6           |
| Jens-Erik Kendzia          | GRÜNE                      | 13.163        | 7,5           | 27.278         | 15,6           |
| Stefan Georg Schenke       | PDS                        | 2.052         | 1,2           | 2.773          | 1,6            |
|                            | REP                        | –             | –             | 305            | 0,2            |
| Peter Marquardt            | GRAUE                      | 806           | 0,5           | 458            | 0,3            |
|                            | Die Tierschutzpartei       | –             | –             | 634            | 0,4            |
|                            | FAMILIE                    | –             | –             | 257            | 0,1            |
|                            | NPD                        | –             | –             | 259            | 0,1            |
|                            | PBC                        | –             | –             | 272            | 0,2            |
|                            | ödp                        | –             | –             | 100            | 0,1            |
|                            | CM                         | –             | –             | 54             | 0,0            |
|                            | DIE FRAUEN                 | –             | –             | 161            | 0,1            |
|                            | BüSo                       | –             | –             | 40             | 0,0            |
|                            | Die Violetten              | –             | –             | 47             | 0,0            |
|                            | ZENTRUM                    | –             | –             | 53             | 0,0            |
|                            | HP                         | –             | –             | 22             | 0,0            |
| Johann Bernhard Beck       | Schill                     | 1.015         | 0,6           | 896            | 0,5            |

Guido Westerwelle zog erneut über die NRW-Landesliste seiner Partei in den Deutschen Bundestag ein.

### Bundestagswahl 1998
| Gegenstand der Nachweisung | Gegenstand der Nachweisung | Erst- stimmen | Erst- stimmen | Zweit- stimmen | Zweit- stimmen |
| Bewerber                   | Partei                     | Anzahl        | %             | Anzahl         | %              |
| -------------------------- | -------------------------- | ------------- | ------------- | -------------- | -------------- |
| Wahlberechtigte            | Wahlberechtigte            | 217.218       | 100,0         | 217.218        | 100,0          |
| Wähler                     | Wähler                     | 185.582       | 85,4          | 185.582        | 85,4           |
| Ungültige Stimmen          | Ungültige Stimmen          | 2.403         | 1,3           | 1.950          | 1,1            |
| Gültige Stimmen            | Gültige Stimmen            | 183.179       | 100,0         | 183.632        | 100,0          |
| davon                      |                            |               |               |                |                |
| Ulrich Kelber              | SPD                        | 74.845        | 40,9          | 64.933         | 35,4           |
| Norbert Hauser             | CDU                        | 78.490        | 42,8          | 67.096         | 36,5           |
| Guido Westerwelle          | F.D.P.                     | 11.945        | 6,5           | 21.213         | 11,6           |
| Coletta Manemann           | GRÜNE                      | 13.692        | 7,5           | 21.625         | 11,8           |
|                            | PDS                        | –             | –             | 2.821          | 1,5            |
|                            | Deutschland                | –             | –             | 70             | 0,0            |
|                            | APPD                       | –             | –             | 190            | 0,1            |
| Frank Müchler              | BüSo                       | 213           | 0,1           | 82             | 0,0            |
| Tilmann Reichelt           | BFB – Die Offensive        | 747           | 0,4           | 424            | 0,2            |
|                            | Chance 2000                | –             | –             | 96             | 0,1            |
|                            | CM                         | –             | –             | 63             | 0,0            |
|                            | DVU                        | –             | –             | 973            | 0,5            |
| Peter Marquardt            | GRAUE                      | 891           | 0,5           | 627            | 0,3            |
| Elmar Janssen              | REP                        | 1.820         | 1,0           | 1.278          | 0,7            |
|                            | FAMILIE                    | –             | –             | 268            | 0,1            |
|                            | DIE FRAUEN                 | –             | –             | 88             | 0,0            |
|                            | Pro DM                     | –             | –             | 585            | 0,3            |
|                            | MLPD                       | –             | –             | 14             | 0,0            |
|                            | Tierschutz                 | –             | –             | 456            | 0,2            |
|                            | NPD                        | –             | –             | 135            | 0,1            |
|                            | NATURGESETZ                | –             | –             | 75             | 0,0            |
|                            | ödp                        | –             | –             | 158            | 0,1            |
| Siegfried Werle            | PBC                        | 294           | 0,2           | 201            | 0,1            |
|                            | Nichtwähler                | –             | –             | 155            | 0,1            |
|                            | PSG                        | –             | –             | 6              | 0,0            |
| Claus Plantiko             | Einzelbewerber             | 242           | 0,1           | –              | –              |

Guido Westerwelle schaffte über die Landesliste den Wiedereinzug in den Bundestag, am 1. September 2000 rückte Ulrich Kelber für den ausgeschiedenen Abgeordneten Rudolf Dreßler nach. Der Gewinner des Direktmandats, Norbert Hauser, schied am 9. April 2002 aus dem Parlament aus, da er Vizepräsident des Bundesrechnungshofes wurde.

### Bundestagswahl 1994
| Gegenstand der Nachweisung | Gegenstand der Nachweisung | Erst- stimmen | Erst- stimmen | Zweit- stimmen | Zweit- stimmen |
| Bewerber                   | Partei                     | Anzahl        | %             | Anzahl         | %              |
| -------------------------- | -------------------------- | ------------- | ------------- | -------------- | -------------- |
| Wahlberechtigte            | Wahlberechtigte            | 218.877       | 100,0         | 218.877        | 100,0          |
| Wähler                     | Wähler                     | 184.601       | 84,3          | 184.601        | 84,3           |
| Ungültige Stimmen          | Ungültige Stimmen          | 3.078         | 1,7           | 3.078          | 1,7            |
| Gültige Stimmen            | Gültige Stimmen            | 181.523       | 100,0         | 181.523        | 100,0          |
| davon                      |                            |               |               |                |                |
| Bernhard von Grünberg      | SPD                        | 67.614        | 37,2          | 58.360         | 32,2           |
| Editha Limbach             | CDU                        | 81.408        | 44,8          | 70.740         | 39,0           |
| Guido Westerwelle          | F.D.P.                     | 8.544         | 4,7           | 21.366         | 11,8           |
| Roland Appel               | GRÜNE                      | 15.495        | 8,5           | 22.710         | 12,5           |
| Ingeborg Ubber             | REP                        | 1.855         | 1,0           | 1.866          | 1,0            |
| Peter Georg Kratz          | PDS                        | 1.570         | 0,9           | 2.896          | 1,6            |
|                            | Solidarität                | –             | –             | 15             | 0,0            |
|                            | BSA                        | –             | –             | 6              | 0,0            |
| Elisabeth Paul             | CM                         | 178           | 0,1           | 106            | 0,1            |
|                            | ZENTRUM                    | –             | –             | 49             | 0,0            |
| Horst Goj                  | DIE GRAUEN                 | 1.079         | 0,6           | 964            | 0,5            |
| Gunter Chasse              | NATURGESETZ                | 294           | 0,2           | 183            | 0,1            |
|                            | MLPD                       | –             | –             | 14             | 0,0            |
|                            | Die Tierschutzpartei       | –             | –             | 575            | 0,3            |
| Martin Menner              | ÖDP                        | 566           | 0,3           | 488            | 0,3            |
|                            | PBC                        | –             | –             | 222            | 0,1            |
| Torsten Heinz Lange        | STATT Partei               | 1.090         | 0,6           | 963            | 0,5            |
| Klaus Friedrichs           | FBU                        | 594           | 0,3           | –              | –              |
| Jutta Oesterle-Schwerin    | Einzelbewerberin           | 1.236         | 0,7           | –              | –              |

Guido Westerwelle saß ab dem 8. Februar 1996 im Bundestag, als er für Heinz Lanfermann nachrückte.

### Bundestagswahl 1990
| Gegenstand der Nachweisung | Gegenstand der Nachweisung | Erst- stimmen | Erst- stimmen | Zweit- stimmen | Zweit- stimmen |
| Bewerber                   | Partei                     | Anzahl        | %             | Anzahl         | %              |
| -------------------------- | -------------------------- | ------------- | ------------- | -------------- | -------------- |
| Wahlberechtigte            | Wahlberechtigte            | 219.665       | 100,0         | 219.665        | 100,0          |
| Wähler                     | Wähler                     | 179.310       | 81,6          | 179.310        | 81,6           |
| Ungültige Stimmen          | Ungültige Stimmen          | 1.743         | 1,0           | 1.387          | 0,8            |
| Gültige Stimmen            | Gültige Stimmen            | 177.567       | 100,0         | 177.923        | 100,0          |
| davon                      |                            |               |               |                |                |
| Horst Ehmke                | SPD                        | 62.406        | 35,1          | 54.581         | 30,7           |
| Editha Limbach             | CDU                        | 79.543        | 44,8          | 76.445         | 43,0           |
| Ingeborg Wend              | F.D.P.                     | 17.566        | 9,9           | 29.202         | 16,4           |
| Stefanie Hering            | GRÜNE                      | 11.955        | 6,7           | 11.753         | 6,6            |
| Josef Köhne                | CM                         | 344           | 0,2           | 229            | 0,1            |
| Anton Münch                | DIE GRAUEN                 | 2.278         | 1,3           | 1.712          | 1,0            |
| Walter Heller              | REP                        | 2.371         | 1,3           | 2.079          | 1,2            |
|                            | FRAUEN                     | –             | –             | 201            | 0,1            |
| Hans-Joachim Schulz        | NPD                        | 275           | 0,2           | 248            | 0,1            |
| Klaus Michael Riefer       | ÖDP                        | 781           | 0,4           | 498            | 0,3            |
|                            | PDS                        | –             | –             | 916            | 0,5            |
| Andreas Ranke              | Patrioten                  | 48            | 0,0           | 33             | 0,0            |
|                            | VAA                        | –             | –             | 26             | 0,0            |

Horst Ehmke zog über die Landesliste der SPD in den Bundestag ein.